# Dónde Están los Ladrones?
Dónde Están los Ladrones? (в переводе с исп. — «Где воры?») — четвёртый студийный альбом колумбийской певицы Шакиры, выпущенный 29 сентября 1998 года на лейблах Columbia Records и Sony Music Latin. После выпуска первого альбома на крупном лейбле Pies Descalzos (1995), Шакира познакомилась с Эмилио Эстефаном, который разглядел в ней потенциал на латиноамериканской музыкальной сцене США. Вскоре он стал менеджером певицы и исполнительным продюсером Dónde Están los Ladrones?. Помимо самой Шакиры в работе над диском принимали участие Луис Фернандо Очоа, Лестер Мендес, Хавьер Гарса и Пабло Флорес. Название альбома было придумано после того, как в аэропорту города Боготы у певицы украли чемодан с текстами песен. В музыкальном плане Dónde Están los Ladrones? выдержан в стиле латин-попа и испаноязычного рока с элементами ближневосточной музыки. 
Dónde Están los Ladrones? получил положительные отзывы критиков, высоко оценивших звучание и тексты песен. Пластинке сопутствовал коммерческий успех, особенно в испаноязычных странах. Диск также закрепился на 131-й позиции в американском хит-параде Billboard 200 и возглавил чарты Top Latin Albums и Latin Pop Albums. Альбом получил несколько сертификаций в различных странах, включая платиновый статус в США. Dónde Están los Ladrones? принёс Шакире ряд наград, а также номинацию на премию «Грэмми» в категории «Лучший латин-рок/альтернативный альбом». В 2020 году журнал Rolling Stone поместил альбом на 496 место в списке «500 величайших альбомов всех времён».
С альбома было выпущено шесть синглов. Ведущий сингл «Ciega, Sordomuda» возглавил хит-парады Billboard Hot Latin Songs и Latin Pop Songs, а также закрепился на первых строчках чартов Венесуэлы и Центральной Америки. Следующие синглы «Tú», «Inevitable», «No Creo», «Ojos Así» и «Moscas en la Casa» попали в первую тридцатку Hot Latin Songs и Latin Pop Songs. Треки «Dónde Están los Ladrones?», «Si Te Vas» и «Octavo Día» были выпущены в качестве промосинглов. В рамках промокампании альбома Шакира выступила на различных телешоу, в частности, на «Шоу Рози О’Доннелл». В 2000 году Шакира отправилась в гастрольный тур с концертной программой Tour Anfibio, посетив города Северной и Южной Америки.

## История создания

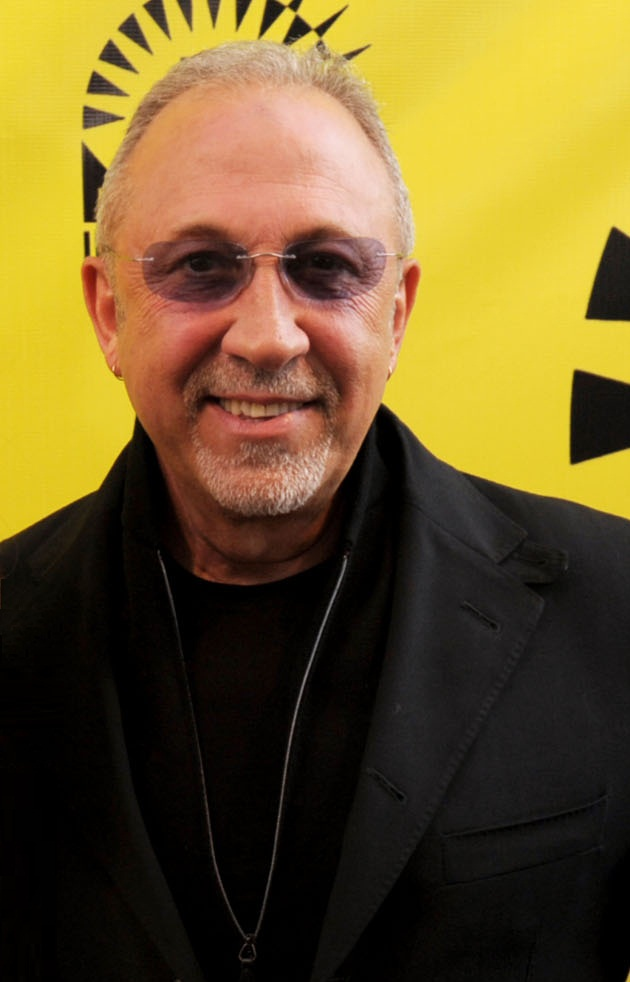
В период записи альбома Эмилио Эстефан начал сотрудничать с Шакирой в качестве менеджера и выступил исполнительным продюсером пластинки

В 1995 году Шакира выпустила первый альбом на крупном лейбле Pies Descalzos, который получил положительные отзывы критиков, имел коммерческий успех и принёс певице популярность в Латинской Америке. Вскоре промоутер и давний друг Шакиры Хайро Мартинес познакомил её с продюсером Эмилио Эстефаном, известным по работе с Энрике Иглесиасом, Талией и со своей супругой Глорией Эстефан. Эмилио решил начать сотрудничество с Шакирой, так как видел в ней потенциал на латиноамериканской музыкальной сцене США. Поскольку певица хотела сохранить творческий контроль над материалом, она и Эстефан пришли к соглашению, что он одобрит окончательный вариант альбома. В итоге Эстефан стал менеджером и исполнительным продюсером Шакиры, и они вместе начали записывать пластинку на студии Эстефана Crescent Moon Studios в Майами. Он познакомил певицу с композитором Эстефано, с которым она написала песню «Ciega, Sordomuda». Как и в случае с предыдущим альбомом, Шакира выступила автором и продюсером каждой песни. В работе над диском также принимали участие продюсер Луис Фернандо Очоа, автор песен Лестер Мендес, звукорежиссёр Хавьер Гарса и диджей Пабло Флорес.
В период записи альбома Шакира думала о том, как воспримут пластинку. «Всё, что я могла сделать, — это быть самой собой. Я понимала, что мне нужно было писать музыку, которую я умею писать, и писать от всего сердца. Таким образом, всё развивалось естественным образом, более естественно, чем я могла себе представить» — говорила певица. Позже в одном из промороликов для диска она рассказала, что относилась к себе очень требовательно и не записывала ни одну песню, пока не была ею довольна. Работа над пластинкой в общей сложности заняла девять месяцев, так как в её создании принимало участие гораздо больше людей по сравнению с предыдущим альбомом Шакиры.

## Название и обложка

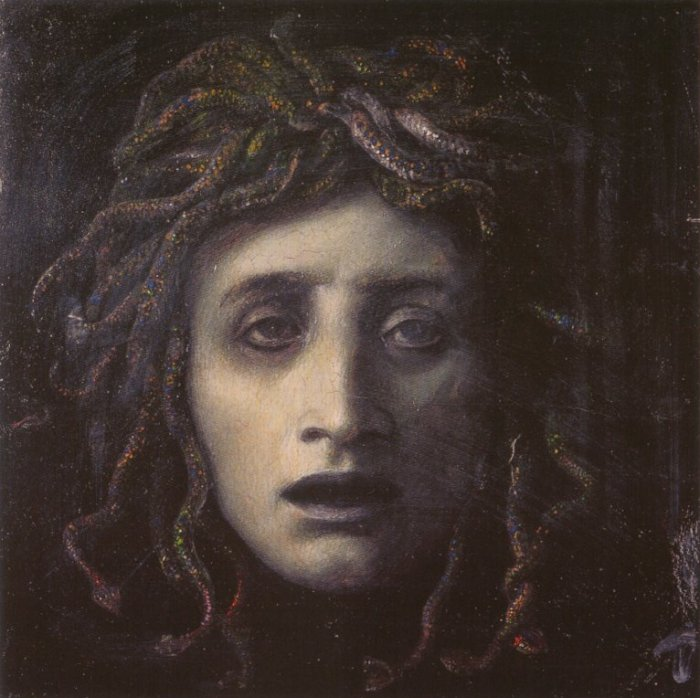
Волосы Шакиры на обложке альбома сравнивали с волосами Горгоны Медузы

Название альбома было придумано после случая, произошедшего во время одной из поездок Шакиры в столицу её родной Колумбии. После окончания тура Tour Pies Descalzos в Международном аэропорте Эль-Дорадо города Боготы у певицы украли часть багажа, включая небольшой чемодан с текстами песен, которые Шакира написала для будущего альбома. По её словам, после потери текстов она не смогла вновь их вспомнить из-за «ментального блока, вызванного травматическим переживанием». Это очень сильно расстроило певицу и несколько дней она не могла ни о чём думать, кроме как о людях, забравших её песни. Вскоре Шакира осознала, что «вор — это не просто человек, который крадёт физический объект, который ему не принадлежит. Существуют воры, которые крадут чувства, пространство, время, мечты, права».
Название диска также стало отсылкой к «политической коррупции и общественному недоверию», охватившим современное колумбийское общество. На обложке изображена Шакира, руки которой покрыты сажей. «Мы все в какой-то момент воровали, включая меня. Грязные руки [на обложке альбома] символизируют общую вину. По большому счёту мы все за одно» — интерпретировала певица обложку диска. В соответствии со своим всё более роковым звучанием, для обложки Шакира распустила волосы и заплела их маленькими разноцветными косичками; биограф Химена Диего назвала этот её образ «современной Горгоной Медузой». После коммерческого успеха альбома многие девочки из разных стран начали подражать стилю Шакиры, подобным образом заплетая волосы и надевая браслеты дружбы.

## Музыка и тексты песен
Dónde Están los Ladrones? выдержан в стиле латин-попа и испаноязычного рока. Альбом начинается с песни «Ciega, Sordomuda», влияние на которую оказала музыка мариачи. По мнению музыкальных критиков, композиция напоминает песню «Estoy Aquí» с предыдущего альбома Шакиры. Во втором треке, «Si Te Vas», разгневанная Шакира заявляет своему возлюбленному: «Если ты бросаешь меня ради этой ведьмы, некрасивой старой женщины, никогда больше не возвращайся». На написание композиции «Moscas en la Casa» Шакиру вдохновили непростые отношения с пуэрто-риканским актёром Освальдо Риосом. В ней певица выражает печаль, которую она испытывала после расставания: «Без тебя мои дни такие мрачные, такие долгие, такие серые». В песне «No Creo» исполнительница поёт о том, что не верит ни в кого и ни во что, кроме своего любимого человека. В хард-рок-балладе «Inevitable» Шакира признаётся, что не умеет варить кофе, не разбирается в футболе и однажды была неверна своему возлюбленному. Критики высоко оценили «мощную мелодию» и «сильные риффы». В рок-композиции «Octavo Día», одной из самых противоречивых песен Шакиры, поётся о том, как Бог пришёл на Землю, и увидев, что всё в руинах, решил стать обычным человеком. В песне также упоминаются Билл Клинтон и Майкл Джексон. «Que Vuelvas» — ещё одна песня, на написание которой Шакиру вдохновили отношения с Риосом. В композиции «Tú» она поёт о том, что не может жить без своего возлюбленного: «Ты — моё солнце. Вера, которая поддерживает во мне жизнь». В журнале Billboard её назвали одной из «лучших латиноамериканских песен о любви». Значительное влияние на заглавный трек оказал рок. Альбом завершает композиция «Ojos Así» в стиле арабской музыки, в которой Шакира исполняет несколько строчек на арабском языке.

## Продвижение

### Синглы
7 сентября 1998 года вышел ведущий сингл с альбома «Ciega, Sordomuda». Композиция возглавила хит-парад Колумбии меньше, чем через неделю после релиза, а также закрепилась на первой строчке в чартах Центральной Америки, Венесуэлы и США. Видеоклип, снятый Густаво Гарсоном, в 1999 году был номинирован на премию «Ло Нуэстро» в категории «Видео года». Второй сингл с альбома, «Tú», возглавил американские хит-парады Billboard Hot Latin Songs и Latin Pop Songs. Режиссёром клипа на эту песню выступил Эмилио Эстефан. Съёмки проходили в городе Орландо (Флорида). Третий сингл, «Inevitable», закрепился на третьей позиции в Hot Latin Songs и на второй — в Latin Pop Songs.
Четвёртым синглом с Dónde Están los Ladrones? стала композиция «No Creo», которая также имела коммерческий успех, заняв вторую строчку в чарте Latin Pop Songs и девятую — в Hot Latin Songs. На песню было выпущено два видеоклипа: первый представляет собой запись с выступления на шоу MTV Unplugged, а второй был снят Густаво Гарсоном. Композиция «Ojos Así», выпущенная в качестве пятого сингла с пластинки, закрепилась на девятом и двадцать втором месте в хит-парадах Latin Pop Songs и Hot Latin Songs соответственно, и стала самой узнаваемой песней с альбома. Видеоклип одержал победу в международном зрительском голосовании на премии MTV Video Music Awards, а также был номинирован на «Латинскую Грэмми». Сама же песня принесла Шакире победу в номинации «Лучшее женское вокальное поп-исполнение» на «Латинской Грэмми». Шестым и заключительным синглом с Dónde Están los Ladrones? стала композиция «Moscas en la Casa», которая заняла десятую и двадцать пятую строчку в чартах Latin Pop Songs и Hot Latin Songs соответственно. В качестве промосинглов были выпущены треки «Dónde Están los Ladrones?», «Si Te Vas» и «Octavo Día». Последняя одержала победу на «Латинской Грэмми» в номинации «Лучшее женское вокальное рок-исполнение».

### Выступления и тур
В сентябре 1998 года в рамках промокампании альбома Шакира появилась на шоу Con T de Tarde в Испании и исполнила сингл «Ciega, Sordomuda». В октябре она отправилась в Бразилию и приняла участие в ряде местных телешоу, в частности, в программе Domingo Legal, посетив её дважды. 28 января 1999 года в «Шоу Рози О’Доннелл» состоялся дебют Шакиры на американском телевидении. Вместо О’Доннелл Шакиру представила Глория Эстефан, которая также взяла у неё интервью. Затем Шакира исполнила англоязычную версию песни «Inevitable», страдая на тот момент от лихорадки из-за нервозности. В феврале того же года певица отправилась в Перу для выступления на ток-шоу Laura. 6 марта Шакира выступила на премии ALMA Awards, где вместе с певицей Мелиссой Этеридж исполнила попурри из песен «Inevitable» и «Come to My Window». В том же месяце в рамках промотура певица вновь посетила Бразилию и исполнила песни с альбома на нескольких телешоу, включая Domingão do Faustão. В мае Шакира выступила на премии «Ло Нуэстро» в Майами и на фестивале Cinco de Mayo в Лос-Анджелесе. В ноябре Шакира спела на Premios Amigo в Испании, а также выступила на закрытии конкурса красоты «Мисс Колумбия 1999». 13 сентября 2000 года Шакира исполнила композицию «Ojos Así» на первой церемонии награждения премией «Латинская Грэмми».
С целью продвижения альбома Шакира отправилась на гастроли с концертной программой Tour Anfibio, которые начались 17 марта 2000 года в Панаме и завершились 12 мая того же года в Буэнос-Айресе. По словам Шакиры, этот тур кардинально отличается от её предыдущих выступлений. Она назвала его «представлением многих преобразований, которые не дадут зрителю заскучать». Помимо песен с Dónde Están los Ladrones?, в сет-лист вошли также песни с альбома Pies Descalzos. Шакира также исполняла композицию аргентинской певицы Мерседес Соса «Alfonsina y el Mar». Тур имел коммерческий успех; летом 2000 года издание Pollstar поместило его в свой рейтинг 50 лучших туров.

## Восприятие

### Реакция критиков
| Оценки критиков               | Оценки критиков |
| Источник                      | Оценка          |
| ----------------------------- | --------------- |
| AllMusic                      | [ 2 ]           |
| Billboard                     | (положительная) |
| Time                          | (положительная) |
| The Rolling Stone Album Guide | [ 48 ]          |

Dónde Están los Ladrones? получил положительные отзывы критиков. Алекс Хендерсон с сайта AllMusic поставил диску четыре с половиной балла из пяти возможных, отметив, что Dónde Están los Ladrones? «пожалуй, самый лучший и наиболее значимый альбом, который она записала в 1990-х годах». Он также подчеркнул, что помимо текстов песен, альбом поразит своими «привлекательными мелодиями и эмоциями, которые певица привносит в свои композиции», даже неиспаноязычных слушателей. В заключение рецензент добавил, что эта пластинка может стать хорошим выбором для знакомства с творчеством Шакиры. Обозреватель журнала Billboard также дал альбому положительную оценку и назвал композицию «Ojos Así» самой сильной песней с пластинки. Кристофер Джон Фарли в своём положительном обзоре подчеркнул, что на этом альбоме Шакира «заряжает рок-н-роллом латиноамериканскую поп-музыку до захватывающего эффекта», и что «даже тогда, когда музыка певицы становится громче, её мощное контральто остаётся благозвучным и выразительным». Подводя итог, рецензент высказал мнение, что «пропустить эту пластинку было бы, как минимум, мелким преступлением». Автор книги The Rolling Stone Album Guide Марк Кемп отметил, что альбом «объединяет в себе сильные песни, мощное звучание и более уверенный вокал». По словам рецензента, «трудно представить певицу, которой едва исполнилось 20, написавшую такие изобретательные песни». Он также высоко оценил продюсирование Эмилио Эстефана, которое сделано «беспристрастно и со вкусом». Обозреватель сайта телеканала MTV высказал мнение, что «те, кто ожидают изящное воссоздание прошлых латиноамериканских стилей будут очень расстроены, но слушатели, которые нормально воспринимают кроссовер, получат массу удовольствий от Dónde Están los Ladrones?, независимо от того, понятны ли им слова песен». Рубенс Хербст из бразильской газеты A Notícia дал альбому смешанную оценку, назвав его «хорошо спродюсированным и полным потенциальных хитов», но посчитал его довольно «бессодержательным и незапоминающимся».

### Награды и номинации
В 1999 году Dónde Están los Ladrones? получил номинацию на «Грэмми» в категории «Лучший альтернативный латино-рок-альбом». В том же году пластинка одержала победу на премии «Ло Нуэстро» в номинации «Лучший поп-альбом года». Диск также принёс Шакире награды в категориях «Лучший женский поп-альбом» на Billboard Latin Music Awards и Premios Globo и в номинации «Лучшая поп-певица или группа» на Ritmo Latino Music Awards. В 2000 году Dónde Están los Ladrones? признали лучшим латиноамериканским альбомом года на премии Premios Gardel, а саму Шакиру — лучшей латиноамериканской исполнительницей. Пластинку включили в альманах 1000 Recordings You Must Hear Before You Die. В 2017 году National Public Radio поместила диск на 95-ю строчку в рейтинге 150 величайших женских альбомов всех времён. В обновлённом издании выпуска «500 величайших альбомов всех времён по версии журнала Rolling Stone», опубликованном в 2020 году, Dónde Están los Ladrones? занял 496-е место. Его назвали «выдающимся танцевальным рок-альбомом, в котором сочетаются колумбийское, мексиканское и ливанское звучание».

### Коммерческий успех

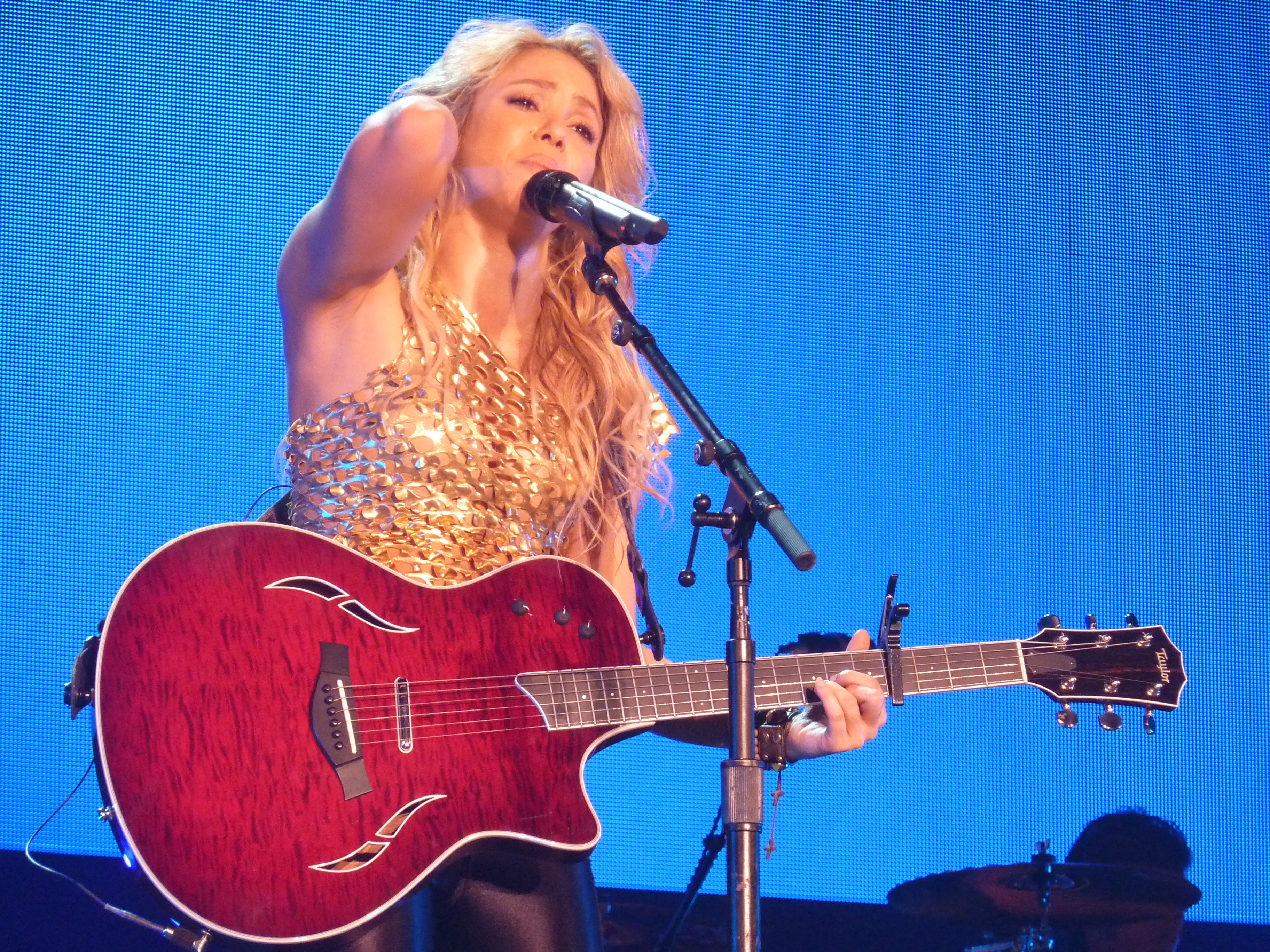
Шакира исполняет композицию «Inevitable» на одном из концертов в рамках тура The Sun Comes Out World Tour (2011)

В первый день релиза было продано свыше 300 000 экземпляров диска, и более миллиона — в конце первого месяца. 17 октября 1998 года Dónde Están los Ladrones? дебютировал под 141-м номером в американском хит-параде Billboard 200. На следующей неделе продажи альбома увеличились на 10% и это позволило ему подняться на 131-ю позицию. Кроме того, пластинка возглавила чарты Top Latin Albums и Latin Pop Albums и закрепилась на 30-й строчке в хит-параде Catalog Albums. К декабрю 1998 года было продано 500 000 экземпляров диска в США и полтора миллиона — по всему миру. В декабре 1999 года Американская ассоциация звукозаписывающих компаний (RIAA) присвоила альбому платиновый статус. Согласно Nielsen SoundScan, по состоянию на октябрь 2017 года в США продано свыше 920 000 экземпляров пластинки, что делает её девятым наиболее продаваемым латиноамериканским альбомом.
В испаноязычных странах пластинка была довольна успешна. В Колумбии диск разошёлся тиражом более 300 000 экземпляров, за что ему трижды присвоили платиновый статус. Он также стал четырежды платиновым в Аргентине, трижды платиновым в Чили и Венесуэле, дважды платиновым в Мексике и Уругвае и платиновым в Испании. Dónde Están los Ladrones? также попал в чарты нескольких европейских стран, но был там гораздо менее успешен. В феврале 2002 года диск дебютировал под 99-м номером в немецком хит-параде. В итоге пластинка добралась до 79-й позиции, проведя в чарте в общей сложности девять недель. В нидерландском хит-параде альбом также дебютировал под 99-м номером и позже добрался до 78-го места, проведя в чарте девять недель. В хит-параде Швейцарии диск продержался пять недель; он стартовал с 89-й позиции и в итоге добрался до 73-й.
По сообщениям разных источников, по всему миру продано от четырёх до семи миллионов экземпляров альбома.

## Англоязычная версия
После успеха Dónde Están los Ladrones? Эмилио Эстефан и его жена Глория Эстефан решили попытаться вывести Шакиру на современную англоязычную поп-сцену. Поначалу Шакира не решалась записывать песни на английском языке, поскольку он не был для неё родным. Глория Эстефан предложила Шакире перевести композицию «Ojos Así» на английский, чтобы показать певице, что песню можно «хорошо перевести». Затем Шакира начала сама переводить песню и вскоре показала перевод Эстефан, которая ответила: «Честно признаться, я не смогла бы перевести лучше!». Шакира хотела взять полный контроль над записью пластинки, в связи с чем она также стала усерднее учить английский, чтобы писать и переводить песни самостоятельно. Предполагалось, что Шакира начнёт записывать англоязычную версию Dónde Están los Ladrones? в январе 1999 года, однако вместо этого певица выпустила пластинку Laundry Service, которая стала её первым англоязычным студийным релизом.

## Список композиций
Все тексты написаны Шакирой.
| №   | Название                    | Музыка                             | Продюсер(ы)           | Длительность |
| --- | --------------------------- | ---------------------------------- | --------------------- | ------------ |
| 1.  | «Ciega, Sordomuda»          | Шакира, Эстефано                   | Шакира, Лестер Мендес | 4:28         |
| 2.  | «Si Te Vas»                 | Шакира, Луис Фернандо Очоа         | Шакира, Очоа          | 3:30         |
| 3.  | «Moscas en la Casa»         | Шакира                             | Шакира, Мендес        | 3:32         |
| 4.  | «No Creo»                   | Шакира, Очоа                       | Шакира, Очоа          | 3:53         |
| 5.  | «Inevitable»                | Шакира, Очоа                       | Шакира, Очоа          | 3:13         |
| 6.  | «Octavo Día»                | Шакира, Мендес                     | Шакира, Мендес        | 4:32         |
| 7.  | «Que Vuelvas»               | Шакира                             | Шакира, Мендес        | 3:51         |
| 8.  | «Tú»                        | Шакира                             | Шакира, Мендес        | 3:35         |
| 9.  | «Dónde Están los Ladrones?» | Шакира, Очоа                       | Шакира, Очоа          | 3:14         |
| 10. | «Sombra de Ti»              | Шакира, Очоа                       | Шакира, Очоа          | 3:35         |
| 11. | «Ojos Así»                  | Шакира, Пабло Флорес, Хавьер Гарса | Шакира, Флорес, Гарса | 3:57         |

| №   | Название                         | Музыка           | Длительность |
| --- | -------------------------------- | ---------------- | ------------ |
| 12. | «Ciega, Sordomuda» (12´full mix) | Шакира, Эстефано | 10:52        |
| 13. | «Ciega, Sordomuda» (Radio edit)  | Шакира, Эстефано | 4:37         |

| №   | Название                  | Музыка                | Длительность |
| --- | ------------------------- | --------------------- | ------------ |
| 12. | «Estoy Aquí»              | Шакира, Очоа          | 3:44         |
| 13. | «Ojos Así» (сингл-версия) | Шакира, Флорес, Гарза | 3:56         |

| №   | Название                        | Музыка       | Длительность |
| --- | ------------------------------- | ------------ | ------------ |
| 12. | «Estoy Aquí» (альбомная версия) | Шакира, Очоа | 3:44         |
| 13. | «Estoy Aquí» (Love + Tears Mix) | Шакира, Очоа | 5:07         |
| 14. | «Estoy Aquí» (Club Mix)         | Шакира, Очоа | 9:04         |

## Участники записи
Информация адаптирована из буклета альбома Dónde Están los Ladrones?

| - Шакира — продюсер, автор песен, вокал, губная гармоника - Эмилио Эстефан — исполнительный продюсер - Хавьер Гарса — продюсер, звукооператор, микширование, программирование - Луис Фернандо Очоа — продюсер, автор песен, гитара, бас-гитара - Лестер Мендес — продюсер, струнная аранжировка, программирование, клавишные - Пабло Флорес — продюсер, программирование - Себастьян Крыс — звукооператор, микширование - Стив Менезес — помощник звукооператора - Альфред Фигероа — помощник звукооператора - Киран Вагнер — помощник звукооператора - Крис Виггинс — помощник звукооператора | - Кевин Диллон — координатор - Венди Педерсен — бэк-вокал - Адам Зиммон — гитара - Марсело Асеведо — гитара - Рэнди Барлоу — аккордеон - Тедди Муле — труба - Брендан Бакли — ударные - Джозеф Кеведо — ударные - Эдвин Бонилья — перкуссия - Джон Фальконе — электрическая бас-гитара |

## Чарты
| Чарт (1998—2002)             | Высшая позиция |
| ---------------------------- | -------------- |
| Аргентина                    | 1              |
| Германия                     | 79             |
| Испания                      | 22             |
| Нидерланды                   | 78             |
| США (Billboard 200)          | 131            |
| США (Catalog Albums)         | 30             |
| США (Hot Heatseekers Albums) | 2              |
| США (Top Latin Albums)       | 1              |
| США (Latin Pop Albums)       | 1              |
| Швейцария                    | 73             |

| Чарт (1998)            | Высшая позиция |
| ---------------------- | -------------- |
| США (Top Latin Albums) | 18             |
| США (Latin Pop Albums) | 8              |

| Чарт (1999)            | Высшая позиция |
| ---------------------- | -------------- |
| США (Top Latin Albums) | 5              |
| США (Latin Pop Albums) | 4              |

| Страна              | Сертификат    | Продажи    |
| ------------------- | ------------- | ---------- |
| Аргентина           | 4× Платиновый | 365 000    |
| Бразилия            | —             | 80 000     |
| Венесуэла           | 3× Платиновый | 159 351    |
| Испания             | Платиновый    | 100 000[a] |
| Колумбия            | 3× Платиновый | 300 000    |
| Мексика             | 2× Платиновый | 500 000[a] |
| США                 | Платиновый    | 920 000    |
| Уругвай             | 2× Платиновый | 12 000[a]  |
| Чили                | 4× Платиновый | 80 000[a]  |
| Суммарные продажи   |               |            |
| Центральная Америка | 4× Платиновый | 80 000     |
| Мир                 | —             | 4 000 000  |